# Carletto
Carletto è un album discografico di Corrado pubblicato nel 1983.

## Tracce
1. Carletto – 3:19 (Romano Bertola, Stefano Jurgens, Corrado Mantoni e Riccardo Mantoni)
2. Carletto (Versione Strumentale) – 3:12 (Romano Bertola, Stefano Jurgens, Corrado Mantoni e Riccardo Mantoni)

## Descrizione
(Dal ritornello)
Il brano musicale venne scritto da Romano Bertola, Stefano Jurgens e Corìma – quest'ultimo uno pseudonimo sotto cui si celavano i fratelli Corrado e Riccardo Mantoni –, e inciso nel 1983 dallo stesso Corrado con il piccolo Simone Jurgens, figlio di Stefano.
Il brano, una semplice filastrocca basata su una lunga serie di moniti in rima baciata espressi da un padre al proprio figlio dispettoso, era stato inizialmente pensato per Mike Bongiorno, il quale, pur dichiarandosene entusiasta, in un secondo momento aveva declinato l'offerta a seguito dell'opposizione della moglie; venne quindi proposto a Corrado, il quale ne aveva a sua volta realizzato un provino.
Presentato in televisione nel varietà di Corrado, Fantastico 3 di Rai 1, riscosse un inatteso successo a livello di vendite, raggiungendo ragguardevoli posizioni nella classifica italiana dei singoli. Dopo aver debuttato al primo posto nella settimana del 15 gennaio 1983 vi rimase per quasi due mesi, fino a quella del 12 marzo; uscì dalle prime dieci posizioni della classifica il 23 aprile, dopo quattordici settimane. Alla fine dell'anno risultò essere il nono singolo più venduto in Italia nel 1983, conquistando un disco d'oro.
Di questa canzone venne fatta anche una versione in lingua portoghese, intitolata Carlitos, Carlitos e cantata da Fernando Correia Marques e Henrique Feist, e che ottenne a sua volta un grande successo di vendite in Portogallo.
Visto il positivo riscontro, sempre nel 1983 fu realizzato anche un sequel della canzone dal titolo Sei contento papà? che ebbe anch'esso successo (pur non riuscendo a eguagliare quello di Carletto), eseguito sempre da Corrado e dal piccolo Simone Jurgens; la versione strumentale di quest'ultimo brano fu utilizzata come sigla del varietà Ciao Gente condotto da Corrado su Canale 5 nella stagione televisiva 1983-1984.

## Classifiche
| Classifica di fine anno italiana (1983) | Posizione |
| --------------------------------------- | --------- |
| Classifica italiana                     | 9         |
| Classifica dei singoli                  | Posizione |
| Classifica italiana                     | 1         |